# Charles Strum
Charles Laurence Strum (Manhattan, Nueva York, 28 de enero de 1948 - Middlebury, Vermont, 27 de abril de 2021) fue un periodista estadounidense. Trabajó como editor senior en The New York Times desde 1979 hasta su retiro en 2014.

## Primeros años
Strum nació en Manhattan el 28 de enero de 1948. Su padre, Emmanuel, trabajaba como abogado; su madre, Dorothy (Doloboff), era ama de casa. Strum asistió a Dickinson College y obtuvo una licenciatura en historia en 1970. Comenzó su carrera en el periodismo con Hudson Dispatch, trabajando allí como reportero durante un año.

## Carrera profesional
Strum fue empleado de The Record como reportero y editor hasta 1976. Luego pasó a trabajar como editor asistente de noticias en Newsday durante tres años. Posteriormente se unió a The New York Times en 1979.
Strum primero supervisó la columna Public Lives y fue un editor de textos. También ocupó varios puestos en la sección del Metro, incluido el jefe de la oficina de Nueva Jersey, y realizó trabajos de edición adjuntos en otras secciones, incluido el de Relaciones Exteriores. Fue en esa capacidad que editó la cobertura de las primeras elecciones libres de Sudáfrica. Trabajó con cinco de sus colegas, Robert D. McFadden, Ralph Blumenthal, ER Shipp, MA Farber y Craig Wolff, en el libro Outrage: The Story Behind the Tawana Brawley Hoax, publicado en 1990 que cubre las acusaciones de violación de Tawana Brawley de tres años antes. Se desempeñó como editor interno de dicho libro.
Strum fue nombrado editor de obituarios del artículo en 2001. Habló con Robert Siegel en NPR sobre el papel dos años después, así como sobre algunos de los errores notables que se cometieron últimamente en la sección. Afirmó que rara vez emplearía los términos "primero" o "último" en un obituario, para evitar problemas con testimonios contradictorios. Strum fue nombrado Editor Gerente Asociado del Times en 2006.
Strum pronunció una charla en Middlebury College en octubre de 2008 titulada "Cuando los medios llaman". Aconsejó a los profesores y al personal sobre cómo interactuar con la prensa. Dio otra charla cinco años después en la Universidad de Millersville de Pensilvania para estudiantes interesados en dedicarse al periodismo.
Strum se retiró de The New York Times en 2014. No obstante, permaneció activo como editor, trabajando en esa capacidad durante tres años en The Marshall Project. También participó en el Instituto de Periodismo Estudiantil del Times.

## Vida personal
Strum se casó con Rebecca Ware en 1970. Juntos tuvieron dos hijos: Alec y Kate. También tuvo dos hijas gemelas, Sara y Mary Lee Kenney, con Nancy Kenney, una compañera editora del Times. Se identificó como un demócrata moderado "que no sabe de qué lado de la valla está".
Strum residió en Weybridge, Vermont durante sus últimos años. Falleció el 27 de abril de 2021 en una residencia de ancianos en Middlebury, Vermont. Tenía 73 años y padecía glioblastoma antes de su deceso.